# Acant (Grècia)
Acant (grec antic: Ἄκανθος, llatí: Achanthus) era una ciutat de la península Calcídica, a l'istme que connectava la península d'Acte amb la Calcídica, a prop de l'anomenat canal de Xerxes, al golf Estrimònic.
La ciutat va ser fundada com una colònia d'Andros, segons Tucídides, i es va convertir en una ciutat de certa importància. El rei persa Xerxes s'hi va aturar en el seu camí cap a Atenes l'any 480 aC i va elogiar els seus habitants per la dedicació que van posar en servir-lo.
Va formar part de l'aliança atenenca gairebé tot el segle v aC. L'any 424 aC Acant es va rendir al general espartà Bràsides i poc després es va negociar un tractat entre Atenes i Esparta on es va garantir la seva independència. La ciutat va defensar-se en diverses ocasions contra l'expansió d'Olint i la Lliga Calcídica, i fins i tot Cligenes, un dirigent polític de la ciutat, va negociar amb Esparta l'any 382 aC, perquè els ajudessin a defensar-se d'Olint. Finalment, la ciutat va romandre sotmesa al Regne de Macedònia. A la Segona Guerra Macedònica, entre Filip V de Macedònia i la república de Roma, l'any 200 aC, Acant va ser ocupada i saquejada per la flota romana.
Correspon a la moderna Ierissos, on resten algunes ruïnes, especialment restes de la muralla. S'han trobat unes monedes d'Acant on figura la imatge d'un lleó atacant un toro, i es relaciona amb un text d'Heròdot que diu que quan Xerxes marxava de la ciutat i es dirigia cap a Therme, uns lleons van atacar la seva caravana i van matar els camells que portaven les provisions.